# Polenkabeln
Polenkabeln, officiellt kallad Swe-Pol Link, är en kraftledning för likström på Östersjöns botten mellan Karlshamn i Sverige och Polen. Den går mellan Stärnöhalvön, elområde SE4, utanför Karlshamn, Sverige, och Bruskowo Wielkie nära Słupsk i Polen.
Polenkabeln planerades först att byggas som en enkel-ledare med återledning genom vattnet via elektrodnät i havet vid kabelns ändpunkter - en teknik som till exempel använts för Baltic cable som togs i drift 1994. Miljö- och hälsoskyddsnämnden i Ronneby kommun sade i februari 1998 nej till denna lösning med hänvisning till befarade klorgasutsläpp. Svenska Kraftnät ansökte då om komplettering av den koncession för Polenkabeln som regeringen beviljade sommaren 1997, med ett ändrat tekniskt utförande med strömåterledning genom två återledningskablar istället för att strömmen återleds genom havet.
Karlshamns kommun motsatte sig då istället projektet med motiveringen att kabeln skulle ge olägenheter för svensk miljö till följd av att den skulle möjliggöra import av billig elström från Polen producerad med stora utsläpp av svavel och kväve. Frågan drevs ända till Miljööverdomstolen, som dock avvisade dessa invändningar i november 2000.
När naturgasledningen Nordstream, också vid Östersjön, började läcka i september 2022 och sabotage misstänktes, befarade många att även Polenkabeln skadats. Tester som genomförts av Svenska Kraftnät och offentliggjordes den 4 oktober samma år, visade att så inte var fallet.
Från Karlshamnsverket till den svenska Östersjökusten går en 2 kilometer lång undermarkskabel. Sedan följer en sjökabel med en längd på 239 kilometer som når land nära Ustka i Polen. Därifrån går en 13 kilometer lång undermarkskabel till elverket i Bruskowo Wielkie. SwePol Link började läggas ut i maj 1999 och togs i drift 2000. Kabeln har en spänning på 450 kV (kilovolt) och en maximal överföringseffekt på 600 MW (megawatt).
| Anläggningsdel                   | Koordinater                                         |
| -------------------------------- | --------------------------------------------------- |
| Bruskowo Wielkie omriktarstation | 54°30′7.6″N 16°53′28.4″Ö / 54.502111°N 16.891222°Ö  |
| Stärnö omriktarstation           | 56°09′10.7″N 14°50′29.4″Ö / 56.152972°N 14.841500°Ö |